# José María Castillo Sánchez
José María Castillo Sánchez (Puebla de Don Fadrique, 16 de agosto de 1929-Granada, 12 de noviembre de 2023) fue un sacerdote católico, escritor y teólogo español miembro de la Compañía de Jesús hasta 2007. 

## Biografía
Ingresó en el noviciado de la Compañía de Jesús en 1946, con diecisiete años, pero se puso enfermo y los médicos aconsejaron su salida. En 1947, entró en el seminario de Guadix. Fue ordenado sacerdote, en diciembre de 1954, por el obispo de Guadix Rafael Álvarez Lara. Tras ejercer como párroco en un pueblo granadino, terminó la licenciatura en la Facultad de Teología de Granada (1955) e ingresó de nuevo en la Compañía de Jesús (1956).
En 1962, pocos días antes de la apertura del Concilio Vaticano II, marchó a Roma para hacer el doctorado en Teología, en la Universidad Gregoriana, donde defendió su tesis doctoral sobre La afectividad en los Ejercicios según Francisco Suárez, en 1964. A partir de ahí, inicia su actividad formadora y docente, primero en Córdoba con los estudiantes jesuitas de humanidades y luego en Granada con los teólogos, como profesor de Teología dogmática en la Facultad de Teología, desde 1968. Al mismo tiempo, comienza la amplia producción teológica que lo ha caracterizado, aparte de muchas conferencias, tandas de ejercicios y encuentros y cursillos con el clero secular, al que había pertenecido durante años.
La década de 1970 está marcada por el cambio en la vida de Castillo, por el Concilio Vaticano II, el generalato del padre Pedro Arrupe (desde 1965), los cambios sociopolíticos que se daban en España, el contacto con las generaciones jóvenes de jesuitas y una intensa actividad como profesor. Dieron comienzo también sus viajes a América Latina, que se convertirán en una constante a partir de 1988. La teología de Castillo será un referente entre las décadas de los 60 y 70. 
Los cambios en la jerarquía episcopal española, con la elección del cardenal Ángel Suquía primero y el cardenal Antonio María Rouco, en la CEE marcan un nuevo ciclo para Castillo, puesto que se mira con sospecha la ortodoxia de su doctrina.
En 1980, José María Castillo fue apartado de la enseñanza en los cursos de grado, quedando su labor docente relegada a los cursos de licenciatura. En 1988, se le retiró la venia docendi y fue destituido como profesor de la Facultad de Teología de Granada. La misma sanción recayó sobre Juan Antonio Estrada, profesor de la misma facultad, y Benjamín Forcano, claretiano, director de la revista Misión Abierta. En contraste, a partir de ese momento, Castillo fue llamado a impartir anualmente sus cursos en la Universidad Centroamericana «José Simeón Cañas» de El Salvador, donde fue uno de los profesores que sustituyeron a los jesuitas asesinados en 1989.
También fue profesor invitado en la Universidad Gregoriana de Roma, en la Universidad Pontificia Comillas de Madrid y en distintas instituciones teológicas latinoamericanas, sobre todo en Ecuador, Argentina, Paraguay y Centroamérica. Fue vicepresidente de la Asociación de Teólogos Juan XXIII.
Tiempo después, en 2007, abandonó la Compañía de Jesús, a petición propia, según sus propias declaraciones «por higiene mental», tras más de veinticinco años luchando con la censura eclesiástica y jesuítica, habiendo soportado numerosos conflictos con la jerarquía que lo señalaba como uno de los líderes de la contestación en la Iglesia a la línea impuesta por el papa Juan Pablo II. Con posterioridad, se dedicó a coordinar, organizar e impartir cursos, conferencias, congresos y seminarios por España, Italia y América Latina, aparte de proseguir con sus publicaciones.
El 3 de agosto de 2010, el ayuntamiento de Puebla de Don Fadrique, su pueblo natal, lo nombró hijo predilecto. El 13 de mayo de 2011, fue investido doctor honoris causa por la Universidad de Granada. Se trata del único teólogo español que ha recibido tal distinción de una universidad pública española en el último siglo. José María Castillo destaca como uno de los teólogos españoles con mayor producción y difusión teológica. Muchos de sus libros han tenido más de seis ediciones, además de ser traducidos a otras lenguas, especialmente portugués e italiano.
Una buena parte de su biografía es narrada por el mismo Castillo en capítulo «Mi itinerario teológico», en Juan Bosch Navarro (ed.), Panorama de la teología española (Estella, EVD, 1999, págs. 181-198).

## Producción teológica
En lo que concierne a su producción teológica, hay que subrayar la importancia alcanzada por su teología de los sacramentos, tanto en la docencia como en las publicaciones, ya desde la década de 1960, con libros como ¿Hacia dónde va el clero? (1971), La alternativa cristiana (1978) y Símbolos de libertad (1981). Son los años de incorporación de Pepe Castillo a las Comunidades Cristianas Populares, cercanas a las comunidades de base latinoamericanas. También surgen de ahí sus conocidos Cuadernos de teología popular, que lograron gran difusión, hasta ser prohibidos por la jerarquía episcopal. A finales de los años 1970, fue uno de los fundadores de la Asociación de Teólogos Juan XXIII, cuyo primer congreso de teología se celebró en 1981. De esa misma época data sus libros de espiritualidad, sobre el seguimiento de Cristo, el proyecto de Jesús, la oración y existencia cristiana, el discernimiento cristiano, etc. Es la etapa de la lucha por ser fiel a las directrices del concilio Vaticano II, en una iglesia que vive un intenso proceso de involución y restauración de la teología preconciliar. La consecuencia inevitable fue una sucesión de conflictos con el episcopado y de dificultades para publicación de sus libros, que encuentran gran oposición en los medios tradicionales.
En los años 1980, recibe apoyo institucional de diversos centros teológicos de América Latina y, desde 1989, en la Universidad Centroamericana (UCA) de El Salvador. Desarrolla una intensa reflexión sobre la teología del concilio y la teología de la liberación, en obras como: Teología para comunidades (1990), Los pobres y la teología. ¿Qué queda de la teología de la liberación? (1997). Su interés se desplaza en torno a la cristología y al tratado sobre Dios, con amplias referencias al reinado de Dios, la humanidad de Dios, la humanidad de Jesús y la laicidad del evangelio, que son las temáticas que ocupan actualmente su atención.
Han tenido asimismo a gran difusión sus Comentarios al evangelio diario, publicados para los tres ciclos litúrgicos. El último de ellos, La religión de Jesús (2021). La traducción generalizada de sus obras al italiano ha hecho que, en los últimos años, vaya frecuentemente a Italia, a impartir ciclos de conferencias que han servido de complemento sus libros, artículos y encuentros. Todavía hoy mantiene una gran actividad tanto de enseñanza como de publicaciones.

## Algunas posturas teológicas
- Declara que existe una doble moral: una muy exigente en lo que se refiere al sexto mandamiento, y una moral muy tolerante en lo que se refiere a todo lo relacionado con el dinero.
- Manifiesta que todas las religiones, el hecho religioso, es un fenómeno que histórica y culturalmente tiene una importancia suficiente para que los estudiantes las conozcan. Se podrían sustituir las clases de religión confesional por clases de historia de las religiones.
- Defiende que se deberían poder ordenar a personas casadas y a mujeres.
- Considera que se debe terminar con la ley del celibato eclesiástico.
- Sostiene que hay que conseguir una mayor participación de los creyentes en el gobierno de la Iglesia.
- La Iglesia debe actualizar su moral, recoger las nuevas aportaciones de las ciencias humanas y aceptar que haya leyes estatales que no se adecuen a ninguna moral religiosa.
- La Iglesia Católica ha favorecido más a los movimientos y corrientes conservadores que a los grupos progresistas. Esto viene sucediendo, al menos, desde el pontificado de Juan Pablo II.
- La Iglesia todavía castiga a teólogos, censura libros, condena principios y valores como la liberación de la mujer, otras formas de sexualidad y la legalización del divorcio.
- La Iglesia tiene miedo a la secularización y al laicismo.
- Aumenta el número de personas que se sienten católicos, pero que viven al margen de la institución eclesiástica y sus doctrinas.
- Los obispos han creado una fractura desde que se han puesto decididamente de parte de un sector de la Iglesia y han marginado a otros cristianos.
- Es necesario el diálogo del cristianismo con otras religiones, y replantear la presencia de lo divino, transcendente o sobrenatural en lo humano. En su obra La humanidad de Dios (Trotta, Madrid, 2012) quedan expuestas algunas de sus reflexiones más teológicas, centradas sobre la persona humana de Jesús de Nazaret:
- La relación del ser humano con Dios no se verifica solo mediante la fe, sino mediante la ética al servicio de la misericordia.
- El centro del cristianismo es Jesús, no es lo divino, sino lo humano.

## Obra

### Libros
- Oración y existencia cristiana. (1969) 5.ª ed. ISBN 84-301-0619-7
- ¿Hacia dónde va el clero? (01/1971) ISBN 84-288-0100-2
- Teología de la Iglesia. Primera parte. (08/1974)2.ª ed. ISBN 84-400-7802-1
- La Iglesia de Jesucristo. (11/1974) ISBN 84-400-8017-4
- La Iglesia de Jesucristo. Primera parte. (11/1974) ISBN 84-400-8018-2
- La Iglesia de Jesucristo. Segunda parte. (11/1974) ISBN 84-400-8019-0
- El discernimiento cristiano según san Pablo. (10/1975) ISBN 84-85653-35-1
- La alternativa cristiana. (1975) 8.ª ed ISBN 84-301-0730-4
- De la ambigüedad al compromiso. (04/1977) ISBN 84-85167-11-2
- Teología de la Iglesia. (Tomo 2) (12/1981)2.ª ed. ISBN 84-400-8020-4
- El discernimiento cristiano. (1981) ISBN 84-301-0927-7
- El seguimiento de Jesús. (1983)7.ª ed. ISBN 84-301-1006-2
- Eucaristía y vida, hoy. (04/1986)(Vol.7 de Sacramentos) ISBN 84-348-1830-2
- Teología y magisterio. (04/1986) ISBN 84-301-1032-1
- Los ministerios en la Iglesia. (1987)2.ª ed. (Vol.7 de Eclesiología) ISBN 84-348-1176-6
- La Iglesia y los profetas. (12/1989) ISBN 848607777X
- Teología para comunidades. (1990) ISBN 8428513503
- El evangelio de Jesús. (07/1995) ISBN 84-605-3707-2
- La Iglesia y el evangelio. (07/1995) ISBN 84-605-3440-5
- Iglesia, comunidad y liberación. (07/1995) ISBN 84-605-3441-3
- Cómo ser cristiano. (Vol. 1) (08/1995) ISBN 84-605-3717-X
- Cómo ser cristiano. (Vol. 2) (08/1995) ISBN 84-605-3718-8
- Los pobres y la teología. Qué queda de la teología de la liberación. (1997) ISBN 8433012681
- El proyecto de Jesús. (7.ª ed.) (09/1998). ISBN 978-84-301-0972-2.
- Escuchar lo que dicen los pobres a la iglesia. (03/1999) ISBN 84-89904-29-4
- What the poor say to the church. (04/1999) ISBN 84-89904-37-5
- El reino de Dios: por la vida y la dignidad de los seres humanos. (1999) ISBN 8433014501
- Símbolos de libertad: teología de los sacramentos. (10/2001).ISBN 84-301-0823-8
- Dios y nuestra felicidad. (2001) ISBN 84-330-1602-4
- La Iglesia que quiso el concilio. (2001) ISBN 84-348-1668-7
- La iglesia que quiso el concilio. (04/2002) ISBN 84-288-1668-9
- El futuro de la vida religiosa: de los orígenes a la crisis actual. (02/2003) 3.ª ed. ISBN 84-8164-583-4
- Víctimas del pecado. (02/2004) ISBN 84-8164-688-1
- Iglesia y sociedad en España. (03/2005) ISBN 84-8164-766-7
- La ética de Cristo. (12/2005) ISBN 84-330-2027-7
- Humanizar a Dios: El Padre, el Hijo, el Espíritu Santo. (2005) ISBN 848955742X
- Leonardo Boff, el precio de la libertad. (05/2006) ISBN 84-338-3848-2
- La Iglesia y los derechos humanos. (10/2007) ISBN 978-84-330-3310-9.
- Espiritualidad para insatisfechos. (2007). ISBN 978-84-8164-876-8.
- Teología popular (I). La buena noticia de Jesús. (11/2012). ISBN 84-330-2606-4
- Teología popular (II). El reinado de Dios. (05/2013). ISBN 84-330-2641-5
- Teología popular (III). El final de Jesús y nuestro futuro. (11/2013). ISBN 84-330-2661-3
- La religión de Jesús. Comentario al evangelio diario - Ciclo C (2015-2016). ISBN 97-884-330-3756-5
- La religión de Jesús. Comentario al evangelio diario - 2021

### Artículos en obras colectivas
- "Mi itinerario teológico", en Juan Bosch Navarro (ed.), Panorama de la teología española. Estella, Editorial Verbo Divino, 1999, págs. 181-198. ISBN 978-84-8169-287-7.
- «El cristianismo frente a los desafíos de la globalización». El cristianismo ante los grandes desafíos de nuestro tiempo: V Encuentros de Estío de la Universidad de Valladolid: "La universidad, las universidades" / coord. por Juan José Tamayo Acosta, 2004, ISBN 84-688-6606-7, págs. 43-60.